# El Pino (ort i Honduras)
El Pino är en ort i Honduras.   Den ligger i departementet Atlántida, i den centrala delen av landet, 180 km norr om huvudstaden Tegucigalpa. El Pino ligger 32 meter över havet och antalet invånare är 3 004.
Terrängen runt El Pino är varierad. Runt El Pino är det mycket glesbefolkat, med 3 invånare per kvadratkilometer. Närmaste större samhälle är La Ceiba, 13,0 km nordost om El Pino. 